# Beariz
Ne doit pas être confondu avec Biarritz.
Beariz est une commune de la province d'Ourense en Espagne située dans la communauté autonome de Galice.